# Ewald Hackler
Ewald Hackler, alemão radicado no Brasil há mais de 30 anos, é um diretor de teatro e cinema. Também é cenógrafo, figurinista, iluminador e professor da Escola de Teatro da Universidade Federal da Bahia, integrando o núcleo de pós-graduação em Artes Cênicas da mesma escola. É doutor em cenografia pela Universidade da Califórnia (Berkeley).
Acumulou diversos prêmios ao longo da carreira, entre eles o de melhor diretor de curta-metragem em 1996, no Cine Ceará - National Cinema Festival, por Mr. Abrakadabra!.